# The Fatal Glass of Beer (film, 1916)
Pour les articles homonymes, voir The Fatal Glass of Beer.
Pour plus de détails, voir Fiche technique et Distribution.
The Fatal Glass of Beer est un film américain réalisé par Tod Browning, sorti en 1916.

## Fiche technique
- Titre : The Fatal Glass of Beer
- Réalisation : Tod Browning
- Pays de production : États-Unis
- Format : Noir et blanc - Film muet
- Date de sortie : 1916

## Distribution
- Jack Brammall (en) : John
- Elmo Lincoln
- Tully Marshall : Cousin Henry
- Teddy Sampson (en) : Nell